# Charlotte et sa bande : Vers l'âge adulte
Série
Charlotte et sa bande 2 : Premières Amours
(2007)
Pour plus de détails, voir Fiche technique et Distribution.
Charlotte et sa bande : Vers l'âge adulte (titre original : Die Wilden Hühner und das Leben) est un film allemand réalisé par Vivian Naefe (de) sorti en 2009.
Il s'agit de l'adaptation de la série littéraire pour adolescents Die Wilden Hühner de Cornelia Funke qui a déjà fait l'objet de deux précédents adaptations Charlotte et sa bande en 2005 et Charlotte et sa bande 2 : premières amours. Une partie du film est également intitulée Die wilden Hühner auf Klassenfahrt, c'est le titre du deuxième volume de la série, mais à part le motif de base d'un tel voyage, le livre et le film n'ont rien en commun.

## Synopsis
Les "poulettes" sortent lentement de l'adolescence de la bande et doivent faire face aux soucis de grandir en marge d'un dernier grand voyage de classe avant l'obtention du diplôme. Wilma veut absolument aller au cinéma pour faire les choses en grand là-bas, les parents de Torte déménagent au Danemark et il doit donc dire au revoir à ses amis, Frieda est secrètement tombée amoureuse de Willi l'ex-petit ami de Melanie, alors qu'elle craint être enceinte, Trude a une relation à longue distance difficile, Sprotte et Fred sont en crise, et même la mère de Sprotte, Sybille, également impliquée en tant que chauffeur de bus, a un problème urgent à clarifier. Alors qu'on peut à nouveau profiter de l'enfance insouciante dans le camp avec beaucoup de plaisanteries et de farces mutuelles, les changements font partie de la vie et à un moment donné, le « lâcher prise » vient. Avec les "poussins sauvages", cependant, la prochaine génération est déjà dans les starting-blocks.

## Fiche technique
- Titre : Charlotte et sa bande : Vers l'âge adulte
- Titre original : Die Wilden Hühner und das Leben
- Réalisation : Vivian Naefe (de) assistée de Jesper Petzke et Carmen Stuellenberg
- Scénario : Thomas Schmid, Uschi Reich (de), Vivian Naefe
- Musique : Niki Reiser
- Direction artistique : Ingrid Henn
- Costumes : Gabrielle Reumer
- Photographie : Peter Döttling (de)
- Son : Christoph von Schönburg
- Montage : Christian Nauheimer (de)
- Production : Uschi Reich, Peter Zenk (de)
- Sociétés de production : Bavaria Film, Constantin Film
- Société de distribution : Constantin Film
- Pays d'origine :  Allemagne
- Langue : allemand
- Format : Couleur - 35 mm - Dolby Digital
- Genre : Comédie
- Durée : 108 minutes
- Dates de sortie :
  -  Allemagne : 29 janvier 2009
  -  Suisse : 29 janvier 2009
  -  Autriche : 30 janvier 2009

## Distribution
- Michelle von Treuberg : Charlotte « Sprotte »
- Lucie Hollmann : Frieda
- Sonja Gerhardt : Melanie
- Jette Hering (de) : Wilma
- Zsá Zsá Inci Bürkle : Trude
- Jeremy Mockridge (de) : Fred
- Philip Wiegratz : Steve
- Vincent Redetzki : Willi
- Martin Kurz (de) : Torte
- Veronica Ferres : Sybille
- Jessica Schwarz : Mme Rose
- Benno Fürmann : Grünbaum, professeur
- Doris Schade : Oma Slättberg
- Kostja Ullmann : Max
- Nicole Mercedes Müller : Lilli
- Milena Tscharntke : Verena
- Paulina Rümmelein (de) : Bob
- Paula Schramm : Sabrina
- Wotan Wilke Möhring : Le père de Torte
- Katharina Eyssen (de) : Mme Honig

## Production
Les acteurs sont restés inchangés par rapport aux films précédents à l'exception du rôle de Melanie : Sonja Gerhardt remplace Paula Riemann.
Une adaptation de la série littéraire en série télévisée était prévue. À cette fin, les "poussins sauvages", qui ont également un rôle différent dans les livres, sont introduits, en tant que nouvelles protagonistes plus jeunes. En fin de compte, la série ne fut jamais réalisée.

## Source de la traduction
- (de) Cet article est partiellement ou en totalité issu de l’article de Wikipédia en allemand intitulé « Die Wilden Hühner und das Leben » (voir la liste des auteurs).